# بنيامين باليريت
بنيامين باليريت (بالفرنسية: Benjamin Balleret)‏ مواليد 15 يناير 1983 في مونت كارلو، هو لاعب كرة مضرب موناكي بدأ مسيرته كمحترف سنة 2001 يلعب باليد اليمنى ويحتل حالياً المرتبة رقم. 277 (7 أبريل 2014) في تصنيف رابطة محترفي كرة المضرب. أعلى تصنيف له في الفردي كان المركز الـ 204 في سنة 2006.

## روابط خارجية
- بنيامين باليريت على موقع رابطة محترفي التنس (الإنجليزية)
- بنيامين باليريت على موقع الاتحاد الدولي لكرة المضرب (الإنجليزية)
- بنيامين باليريت على موقع كأس ديفيز (الإنجليزية)
- بنيامين باليريت على موقع خلاصة التنس.كوم (الإنجليزية)
- بنيامين باليريت على موقع إي إس بي إن.كوم (الإنجليزية)